# Mujahid Ali Rana
Mujahid Ali Rana, född den 6 september 1970, är en pakistansk landhockeyspelare.
Han tog OS-brons i herrarnas landhockeyturnering i samband med de olympiska landhockeytävlingarna 1992 i Barcelona.